# 尾張一宮パーキングエリア
尾張一宮パーキングエリア（おわりいちのみやパーキングエリア）は、愛知県一宮市の名神高速道路上にあるパーキングエリアである。

## 概要
上下線で位置が600mほど離れており、上り線は一宮市丹陽町三ツ井、下り線は一宮市千秋町塩尻にある。
この付近はSA・PAの間隔が開いていたことからPAの新設が決まり、小牧方面は1999年3月4日、西宮方面は2001年3月29日に開業した。下り線開業の際には、高速道路のSA・PAでは初めてコンビニエンスストア（サンクス）が設けられた（2015年、サークルKに変更後、現在はファミリーマートに変更）。
かつては、上り線にケンタッキーフライドチキンがあったが2005年2月28日に閉鎖され、跡地には2005年4月28日にデイリーヤマザキが開設された。しかしそのデイリーヤマザキも2010年5月31日13:00をもって閉店となり、その後の2010年6月30日にファミリーマートがオープンした。
2013年4月1日、上下線に電気自動車用急速充電器が設置された。
当PAにスマートインターチェンジを併設する計画があり、2024年9月6日付で国土交通省により準備段階調査箇所に採択されている。

## 道路
- E1 名神高速道路

## 施設

### 上り線（名古屋・岡崎方面）
- 駐車場
  - 大型 95台
  - 小型 148台
- トイレ
  - 男性 大8（和式2・洋式6）、小24
  - 女性 32（和式9・洋式23）
    - 同伴の男児用 2
    - 幼児用トイレ 2（洋式2）

  - 車椅子用 1
- スナック（7:00 - 24:00）
- ショッピング（7:00 - 24:00）
- 自動販売機
- ファミリーマート（24時間）
- スターバックス（7:00 - 21:00）
  - キャッシュコーナー（イーネット（名古屋銀行））
- 郵便ポスト（一宮郵便局）
- キッズスペース
- 給電スタンド（24時間）

### 下り線（米原・大阪方面）
- 駐車場
  - 大型 94台
  - 小型 77台
- トイレ
  - 男性 大8（和式2・洋式6）、小22
  - 女性 32（和式9・洋式23）
    - 同伴の男児用 2
    - 幼児用トイレ 1（洋式1）

  - 車椅子用 1
- スナック（7:00 - 21:00）
- ショッピング（7:00 - 21:00）
- 自動販売機
- ファミリーマート（24時間）
- スターバックス（7:00 - 21:00）
  - キャッシュコーナー（ゆうちょ銀行（大垣共立銀行））
- 郵便ポスト（一宮郵便局）
- ドッグラン
- 給電スタンド（24時間）

## 隣
E1 名神高速道路
(24) 小牧IC - 尾張一宮PA - (25) 一宮IC